# رجینالد وایر
رجینالد وایر (انگلیسی: Reginald Wyer; ۱ ژانویهٔ ۱۹۰۱ – ۱ ژانویهٔ ۱۹۷۰) فیلم‌بردار اهل بریتانیا بود.

## فیلم‌شناسی
- کوارتت
- بانوی خوشگذران
- جنگ‌افزار
- زندانی
- گاه‌شماری
- یک دختر در یک میلیون
- برای من را بساز مینک